# Liste der Stolpersteine in Stolzenau
Die Liste der Stolpersteine in Stolzenau enthält alle Stolpersteine, die im Rahmen des gleichnamigen Projekts von Gunter Demnig in Stolzenau verlegt wurden. Mit ihnen soll an Opfer des Nationalsozialismus erinnert werden, die in Stolzenau lebten und wirkten.

## Verlegte Stolpersteine
| Adresse            | Verlege- datum | Person, Inschrift                                                                                | Bild                                              | Anmerkung                                                                                               |
| ------------------ | -------------- | ------------------------------------------------------------------------------------------------ | ------------------------------------------------- | --- |
| Bahnhofstraße 13 · | 27. Nov. 2013  | Hier wohnte Hans Martin Lipmann Jg. 1921 Flucht 1937 England überlebt                            | Stolperstein für Hans Martin Lipmann              | |
| Bahnhofstraße 13 · | 27. Nov. 2013  | Hier wohnte Martha Lipmann geb. Spier Jg. 1889 deportiert 1941 Riga ermordet 23.12.1944 Stutthof | Stolperstein für Martha Lipmann geb. Spier        | |
| Lange Straße 10 ·  | 27. Nov. 2013  | Hier wohnte Emilie Blumenfeld geb. Stern Jg. 1896 deportiert 1942 Getto Warschau ermordet        | Stolperstein für Emilie Blumenfeld geb. Stern     | |
| Lange Straße 10 ·  | 27. Nov. 2013  | Hier wohnte Ruth Blumenfeld Jg. 1926 deportiert 1942 Getto Warschau ermordet                     | Stolperstein für Ruth Blumenfeld                  | |
| Lange Straße 10 ·  | 27. Nov. 2013  | Hier wohnte Selig Blumenfeld Jg. 1877 'Schutzhaft’ 1938 deportiert 1942 Getto Warschau ermordet  | Stolperstein für Selig Blumenfeld                 | |
| Lange Straße 10 ·  | 27. Nov. 2013  | Hier wohnte Werner Blumenfeld Jg. 1923 deportiert 1942 Getto Warschau ermordet                   | Stolperstein für Werner Blumenfeld                | |
| Weserstraße 4 ·    | 27. Nov. 2013  | Hier wohnte Anni Goldschmidt Jg. 1917 deportiert 1942 Getto Warschau ermordet                    | Stolperstein für Anni Goldschmidt                 | Für Anni Goldschmidt wurde auch in Osterode am Harz, wo sie zwei Jahre lebte, ein Stolperstein verlegt. |
| Weserstraße 4 ·    | 27. Nov. 2013  | Hier wohnte Sara Goldschmidt geb. Windmüller Jg. 1884 deportiert 1942 Getto Warschau ermordet    | Stolperstein für Sara Goldschmidt geb. Windmüller | |